# Communauté d'agglomération du Bocage bressuirais
La communauté d'agglomération du Bocage bressuirais, surnommée « Agglo 2 B », est une communauté d'agglomération française, située dans le département des Deux-Sèvres, en région Nouvelle-Aquitaine.

## Historique
La communauté d'agglomération du Bocage bressuirais est issue de la fusion, au 1er janvier 2014, des communautés de communes Cœur du Bocage, Delta-Sèvre-Argent, Terre de Sèvre, de dix communes de la communauté de communes de l'Argentonnais et trois autres communes.
Son nom usuel est Agglo 2B .
Le 1er janvier 2017, les communes d'Argenton-les-Vallées, Le Breuil-sous-Argenton, La Chapelle-Gaudin, La Coudre, Moutiers-sous-Argenton et Ulcot fusionnent pour constituer la commune nouvelle d'Argentonnay et celles d'Étusson et Saint-Maurice-la-Fougereuse pour constituer celle de Saint Maurice Étusson.
Le 1er janvier 2019, les communes du Breuil-Bernard, de La Chapelle-Saint-Étienne, Moncoutant, Moutiers-sous-Chantemerle, Pugny et Saint-Jouin-de-Milly fusionnent pour constituer la commune nouvelle de Moncoutant-sur-Sèvre.
Le 1er septembre 2020 est inauguré le réseau Tréma, desservant l'ensemble de l'agglomération.

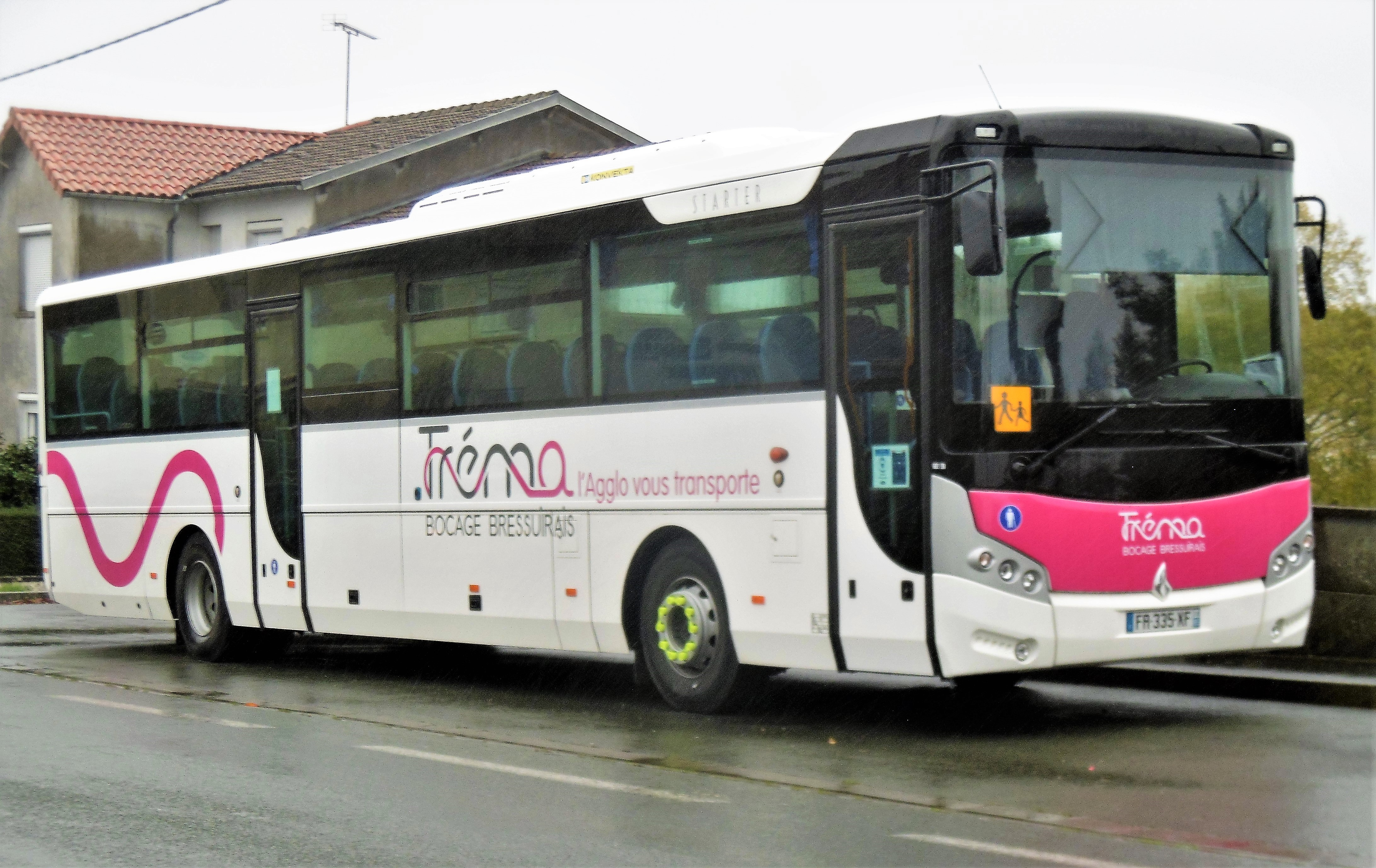
Autocar du réseau Tréma

## Territoire communautaire

### Géographie
Située au nord-ouest  du département des Deux-Sèvres, la communauté d'agglomération du Bocage Bressuirais regroupe 33 communes et présente une superficie de 1 318,8 km2.

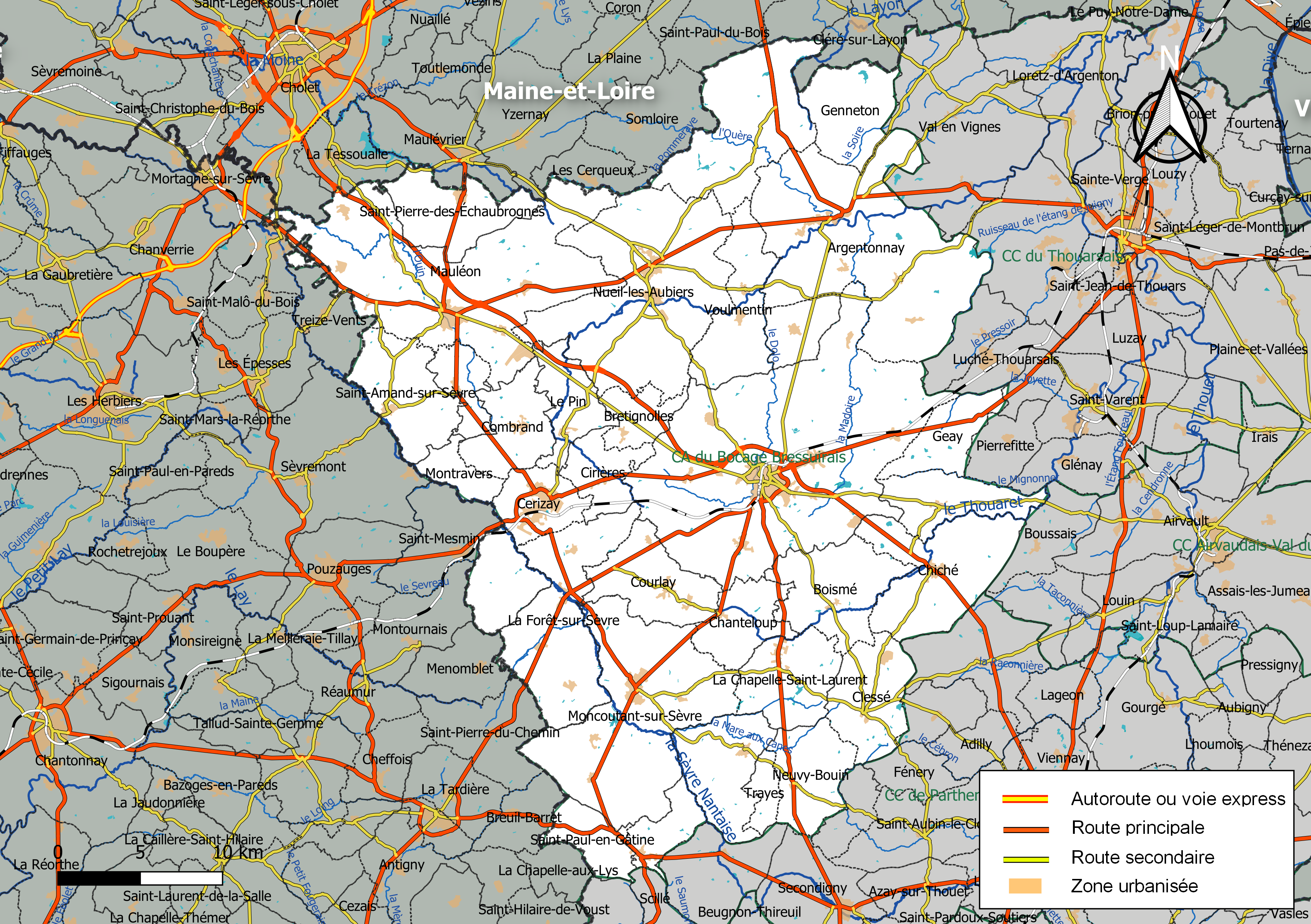
Carte de la communauté d'agglomération du Bocage Bressuirais au 1er janvier 2019.

### Composition

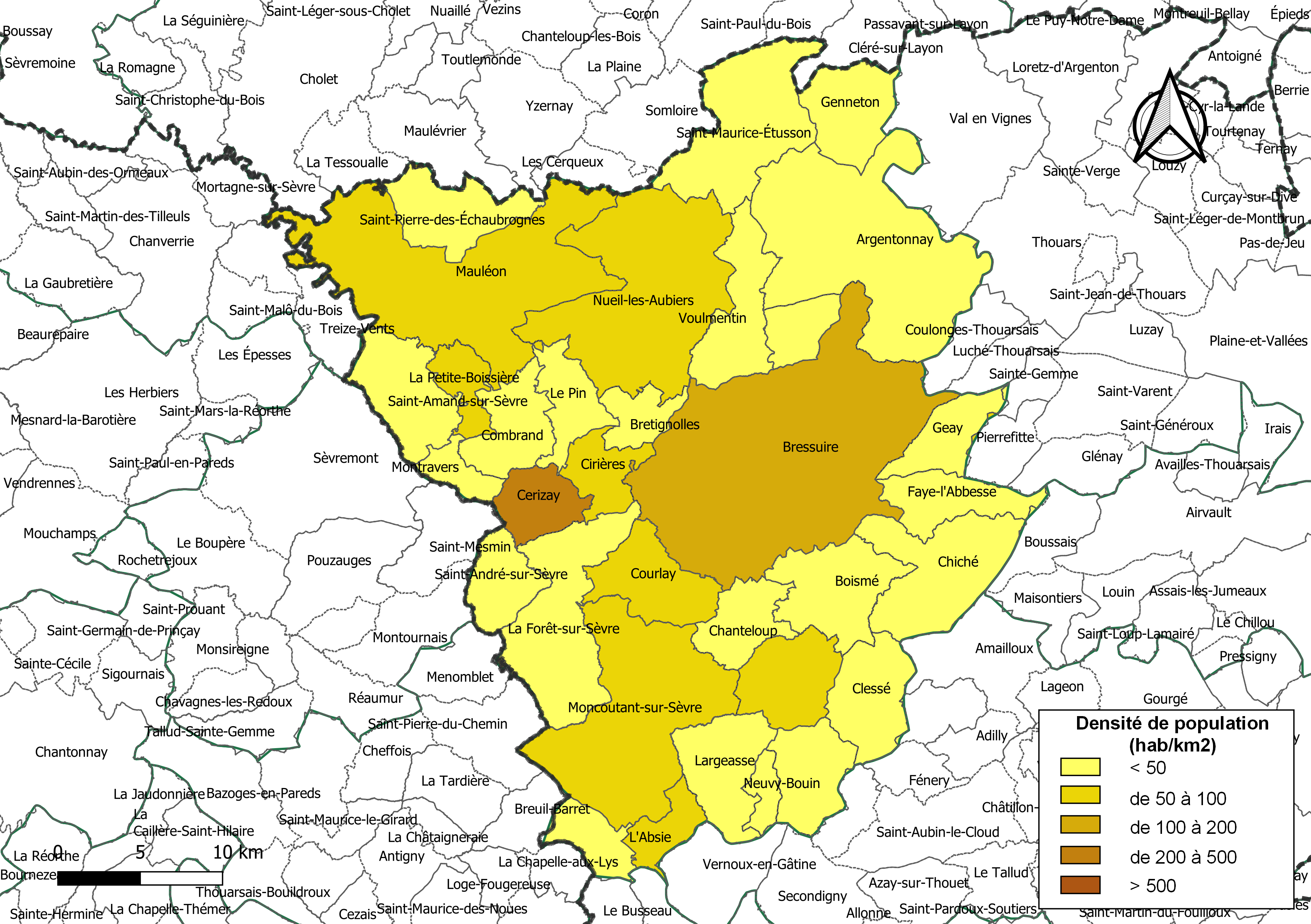
Carte des densités de population (millésimée 2016) des communes de la communauté d'agglomération du Bocage Bressuirais. Composition en communes au 1er janvier 2019.

La communauté d'agglomération est composée des 33 communes suivantes :

| Nom                           | Code Insee | Gentilé             | Superficie (km2) | Population (dernière pop. légale) | Densité (hab./km2) |
| ----------------------------- | ---------- | ------------------- | ---------------- | --------------------------------- | ------------------ |
| Bressuire (siège)             | 79049      | Bressuirais         | 180,59           | 19 860 (2022)                     | 110                |
| L'Absie                       | 79001      | Absiens             | 13,02            | 1 078 (2022)                      | 83                 |
| Argentonnay                   | 79013      |                     | 117,04           | 3 229 (2022)                      | 28                 |
| Boismé                        | 79038      | Boisméens           | 37,8             | 1 175 (2022)                      | 31                 |
| Bretignolles                  | 79050      | Bretignollais       | 13,16            | 596 (2022)                        | 45                 |
| Cerizay                       | 79062      | Cerizéens           | 18,55            | 4 795 (2022)                      | 258                |
| Chanteloup                    | 79069      | Chanteloupais       | 20,71            | 982 (2022)                        | 47                 |
| La Chapelle-Saint-Laurent     | 79076      | Chapelais           | 28,85            | 2 080 (2022)                      | 72                 |
| Chiché                        | 79088      | Chichéens           | 46,99            | 1 689 (2022)                      | 36                 |
| Cirières                      | 79091      | Ciriérois           | 16,83            | 949 (2022)                        | 56                 |
| Clessé                        | 79094      | Clesséens           | 29,08            | 925 (2022)                        | 32                 |
| Combrand                      | 79096      | Combranais          | 24,62            | 1 194 (2022)                      | 48                 |
| Courlay                       | 79103      | Courlitais          | 29,46            | 2 403 (2022)                      | 82                 |
| Faye-l'Abbesse                | 79116      |                     | 23,27            | 1 126 (2022)                      | 48                 |
| La Forêt-sur-Sèvre            | 79123      | Forésiens           | 55,94            | 2 261 (2022)                      | 40                 |
| Geay                          | 79131      | Geayais ou Geayiens | 19,25            | 337 (2022)                        | 18                 |
| Genneton                      | 79132      | Gennetonnais        | 27,75            | 306 (2022)                        | 11                 |
| Largeasse                     | 79147      | Largeassiens        | 30,35            | 750 (2022)                        | 25                 |
| Mauléon                       | 79079      | Mauléonais          | 120,64           | 8 585 (2022)                      | 71                 |
| Moncoutant-sur-Sèvre          | 79179      | Moncoutantais       | 92,78            | 5 100 (2022)                      | 55                 |
| Montravers                    | 79183      | Montraversais       | 10,12            | 368 (2022)                        | 36                 |
| Neuvy-Bouin                   | 79190      | Neuvysois           | 25,3             | 484 (2022)                        | 19                 |
| Nueil-les-Aubiers             | 79195      | Nueillaubrais       | 98,83            | 5 529 (2022)                      | 56                 |
| La Petite-Boissière           | 79207      | Pivardais           | 12,92            | 625 (2022)                        | 48                 |
| Le Pin                        | 79210      | Pintais             | 19,09            | 1 069 (2022)                      | 56                 |
| Saint-Amand-sur-Sèvre         | 79235      | Saint-Amantais      | 32,36            | 1 421 (2022)                      | 44                 |
| Saint-André-sur-Sèvre         | 79236      | Saint-Andrésiens    | 19,85            | 637 (2022)                        | 32                 |
| Saint-Aubin-du-Plain          | 79238      | Saint-Aubinois      | 14,06            | 561 (2022)                        | 40                 |
| Saint Maurice Étusson         | 79280      |                     | 56,81            | 888 (2022)                        | 16                 |
| Saint-Paul-en-Gâtine          | 79286      | Saint-Paulais       | 15,39            | 496 (2022)                        | 32                 |
| Saint-Pierre-des-Échaubrognes | 79289      | Échaubrognais       | 28,92            | 1 396 (2022)                      | 48                 |
| Trayes                        | 79332      | Trayens             | 7,2              | 115 (2022)                        | 16                 |
| Voulmentin                    | 79242      |                     | 31,23            | 1 131 (2022)                      | 36                 |

### Démographie
| 1968   | 1975   | 1982   | 1990   | 1999   | 2009   | 2014   | 2020   |
| ------ | ------ | ------ | ------ | ------ | ------ | ------ | ------ |
| 63 139 | 66 435 | 68 596 | 69 696 | 68 013 | 71 262 | 73 302 | 74 029 |

## Administration

### Les élus
Le conseil communautaire de la communauté d'agglomération se compose de 75 conseillers, représentant chacune des communes et élus pour une durée de six ans.
Ils sont répartis comme suit :
| Nombre de conseillers | Communes |
| --------------------- | --- |
| 17                    | Bressuire |
| 7                     | Mauléon |
| 5                     | Cerizay, Moncoutant-sur-Sèvre, Nueil-les-Aubiers                                                                     |
| 3                     | Argentonnay |
| 2                     | La Chapelle-Saint-Laurent, Chiché, Courlay, La Forêt-sur-Sèvre, Saint-Amand-sur-Sèvre, Saint-Pierre-des-Échaubrognes |
| 1 (+ 1 suppléant)     | les autres communes                                                                                                  |

### Présidence
| Période                                  | Période      | Identité              | Étiquette | Qualité                          |
| ---------------------------------------- | ------------ | --------------------- | --------- | -------------------------------- |
| janvier 2014                             | avril 2014   | Daniel Amiot          | UMP       | Maire de Mauléon (2001 → 2014)   |
| avril 2014                               | juillet 2020 | Jean-Michel Bernier   | SE        | Maire de Bressuire (2000 → 2020) |
| juillet 2020                             | En cours     | Pierre-Yves Marolleau | DVD       | Maire de Mauléon (2014 →)        |
| Les données manquantes sont à compléter. |              |                       |           |                                  |

### Régime fiscal et budget
Le régime fiscale de la communauté d'agglomération est la fiscalité professionnelle unique (FPU).